# Judo under sommer-OL 2016 – 66 kg (herrer)
Mændenes judokonkurrence på 66 kg under sommer-OL 2016 i Rio de Janeiro forgik d, 7. august 2016 på Carioca Arena 2. 
Guld- og sølvmedaljerne blev bestemt ved en enkelt-eliminationsturnering, hvor vinderen af finalen tager guld og taberen modtager sølv. Ved judobegivenhederne bliver der tildelt to bronzemedaljer. Kvartfinaletaberene konkurrerede i opsamlingskampe for at få retten til at stå over for en semifinaletaber for at kæmpe om en bronzemedalje.